# Loropéni
Loropeni är en köpstad i södra Burkina Faso, väster om staden Gaoua. Här finns förkoloniala stenruiner om vilka mycket lite är känt. En teori är att de en gång utgjorde omslutningen till ett slavpalats för en Lobikung under antiken. Det finns liknande, dock betydligt mer nergångna ruiner omkring dagens kungliga gårdsplan i Obiré. En annan teori är att ruinerna kan ha varit en plats där man förvarade slavar efter räder i närområdet. Ruinerna blev ett världsarv 26 juni 2009, Burkina Fasos första. Anläggningen är 11 130 m² och består av en samling stenmurar. Loropéni är det mest väbevarade exemplet på en typ av befäst bosättning i större delen av Västafrika, med kopplingar till guldgruvetraditioner, som verkar ha pågått i åtminstone sju århundraden. 